# Bravo maestro
Bravo maestro è un film del 1978 diretto da Rajko Grlić.